# Pachyneuron laticeps
Pachyneuron laticeps är en stekelart som beskrevs av William Harris Ashmead 1900. Pachyneuron laticeps ingår i släktet Pachyneuron och familjen puppglanssteklar. Inga underarter finns listade i Catalogue of Life.